# Silvana Cañote
Silvana Marcela Cañote Oliver (Lima, 2 de febrero de 1995) es una actriz, presentadora y socióloga peruana. Conocida por haber protagonizado en series de televisión y películas en su país.

## Biografía

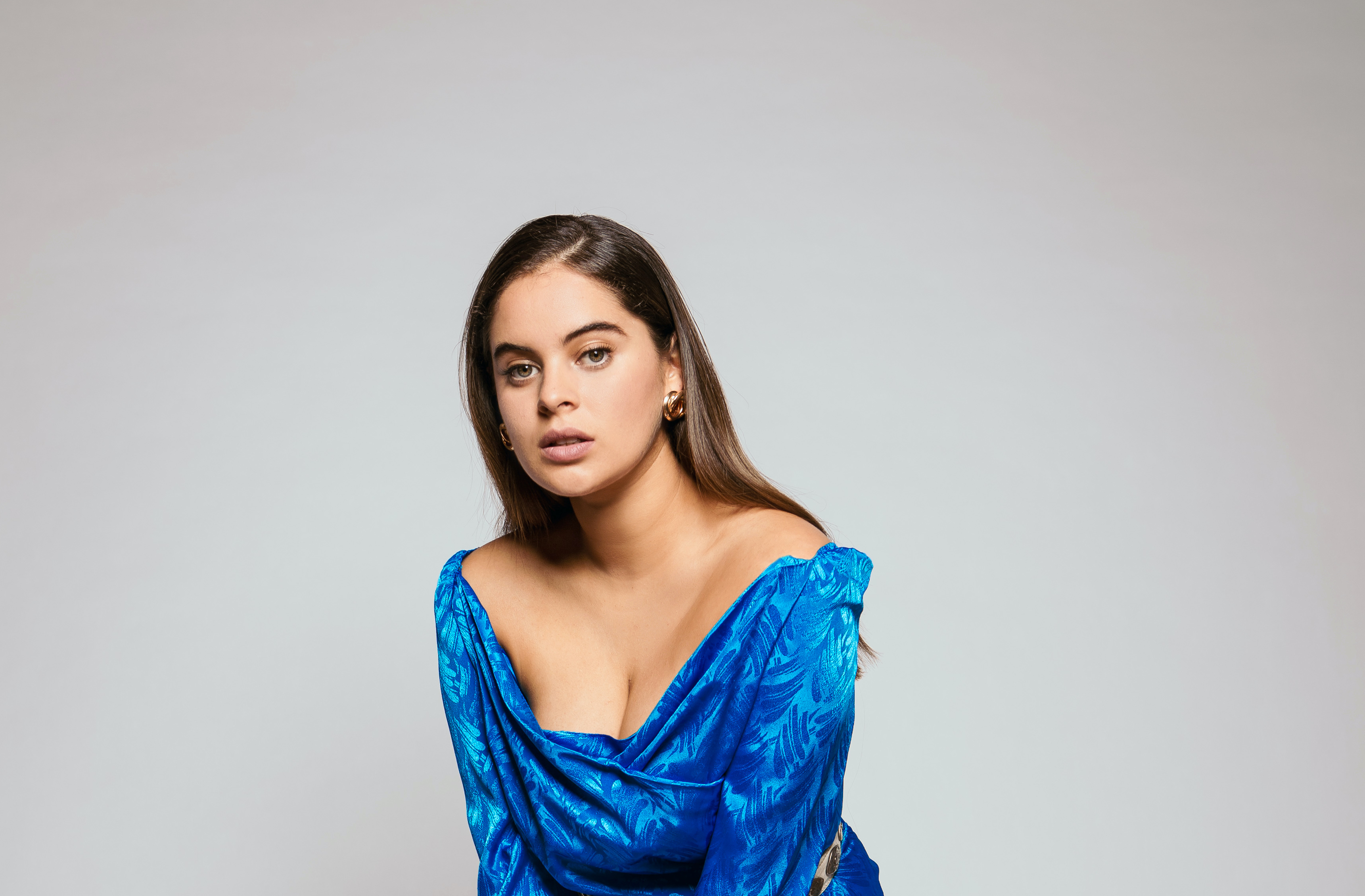
Cañote en 2020

Vivió sus primeros años en el distrito de San Borja, Lima. Estudió la carrera de Sociología en la Pontificia Universidad Católica del Perú.
Cañote inició su carrera artística participando en comerciales de televisión desde temprana edad. Pero fue hasta 2007, cuando le llegaría la oportunidad de formar parte del elenco central de la miniserie juvenil-infantil peruana América kids, de América Televisión, donde utilizaría su nombre real dentro de la ficción. Posteriormente, coprotagonizó la película Tarata en 2009 como Sofía Valdivia y, al año siguiente, se incluiría a la otra producción del canal, La Akdemia, con el mismo rol de América kids hasta 2012.
En 2015, inició una etapa de colaboraciones con la productora Michelle Alexander, incluyéndose al reparto principal de la telenovela Amor de madre. Al año siguiente, Cañote fue acreditada como protagonista de la otra ficción, Mis tres Marías y compartió el rol junto con los actores David Villanueva, María Grazia Gamarra, Zoe Arévalo y Vanessa Saba.
Incursionó como presentadora del programa de televisión Gamers, por Movistar Música en 2017, cuya sinopsis se relaciona con los videojuegos. Además, participó en el protagónico de la obra teatral (De)construidas ese año.
En el año 2019, protagoniza la película de suspenso Sebastiana, la maldición al lado de Luciana Blomberg y Alicia Mercado. Ya para los años veinte, se consolidó como conductora del pódcast Mirada púrpura, con la periodista Manuela Camacho.
Participó en el reparto principal de la película La herencia de Flora en 2022 como Aline Chazan Tristán y fue anunciada para protagonizar la ficción biográfica Sube a mi nube en el año 2024 bajo el personaje de la fallecida Mónica Santa María, conductora del programa infantil Nubeluz. Adicionalmente, tuvo una breve participación en la microobra de stand-up PPT Party en 2022, interpretándose a sí misma.

## Filmografía

### Cine
| Año  | Título                   | Rol                  | Notas             | Dirección                |
| ---- | ------------------------ | -------------------- | ----------------- | ------------------------ |
| 2009 | Tarata                   | Sofía Valdivia       | Coprotagonista    | Fabrizio Aguilar         |
| 2012 | Complejos de amor        | Lucía                | Protagonista      |                          |
| 2015 | Ven                      |                      | Protagonista      |                          |
| 2019 | Sebastiana, la maldición |                      | Protagonista      | Augusto Tamayo San Román |
| 2022 | La herencia de Flora     | Aline Chazan Tristán | Reparto principal | Augusto Tamayo San Román |
| 2024 | Sube a mi nube           | Mónica Santa María   | Protagonista      | Sergio Barrio            |

### Televisión
| Año       | Título            | Rol                              | Notas                       | Emisión            |
| --------- | ----------------- | -------------------------------- | --------------------------- | ------------------ |
| 2007-2009 | América kids      | Silvana                          | Reparto protagónico central | América Televisión |
| 2010-2012 | La Akdemia        | Silvana                          | Reparto protagónico central | América Televisión |
| 2015      | Amor de madre     | Lizbeth Suárez Tapia             | Reparto principal           | América Televisión |
| 2016      | Mis tres Marías   | María de Soledad Navarro Sánchez | Protagonista                | América Televisión |
| 2017      | Gamers            | Ella misma                       | Presentadora                | Movistar Música    |
| 2018      | Mi esperanza      | Jackeline «Jacquie» Villagarcía  | Antagonista reformada       | América Televisión |
| 2019      | Ojitos hechiceros | Emilia Pérez                     | Antagonista reformada       | América Televisión |
| 2022      | Yaco TV           | Presentadora de noticias         | Coprotagonista              | Yaco TV            |

### Programas web
| Año        | Título         | Rol        | Notas        | Emisión |
| ---------- | -------------- | ---------- | ------------ | ------- |
| Desde 2023 | Mirada púrpura | Ella misma | Presentadora | YouTube |

## Teatro
- (De)construidas (2017)
- PPT Party (2022)